# Abdullah Al-Zori
Abdullah Al-Zori (en árabe: عبد الله الزوري الدوسري‎; Riad, Arabia Saudita; 13 de agosto de 1987) es un futbolista de Arabia Saudita quq juega la posición de lateral izquierdo con el Abha Club de la Liga Profesional Saudí.

## Carrera

### Club
| Periodo   | Club           | Apariciones | Goles |
| --------- | -------------- | ----------- | ----- |
| 2006–2018 | Al-Hilal FC    | 172         | 13    |
| 2018–2020 | Al-Wehda Mecca | 34          | 1     |
| 2020–2022 | Al-Shabab FC   | 38          | 2     |
| 2022–     | Abha Club      | 29          | 2     |

### Selección nacional
Jugó para Arabia Saudita en 58 ocasiones de 2008 a 2018 y anotó un gol en la victoria por 3-0 ante Emiratos Árabes Unidos el 11 de enero de 2009 en Mascate por la Copa de Naciones del Golfo de 2009. Participó en la Copa Asiática 2015.

## Logros
- Saudi Professional League (5): 2007–08, 2009–10, 2010–11, 2016–17, 2017–18
- King Cup (2): 2015, 2017
- Crown Prince Cup (7): 2007–08, 2008–09, 2009–10, 2010–11, 2011–12, 2012–13, 2015–16
- Saudi Super Cup (1): 2015